# Good in Blues vol.1
Good in Blues vol.1 è un EP di Bobby Solo pubblicato nel 2020.

## Descrizione
È la 38° pubblicazione del cantante italiano ed è stata realizzata presso lo Studio 2 di Padova.
Tre brani sono parte del repertorio di Tony Joe White mentre il quarto è una cover di “Why Me Lord” di Kris Kristofferson.
Questo EP contiene 4 brani prodotti, mixati e registrati da Cristopher Bacco. Bobby Solo considera la produzione come uno dei suoi migliori lavori mai realizzati.

## Tracce
1. (You're Gonna Look) Good In Blues – 5:50
2. Backwoods Preacher Man – 3:58
3. As The Crow Flies – 4:21
4. Why Me Lord – 2:35